# Red Album: Live Studio Party in Hollywood
The Red Album - Live Studio Party in Hollywood, liveinspelning från 1976 med Flying Burrito Brothers, som utgavs på CD 2002 av Beautown Records. Gruppen bestod vid 1970-talets mitt av Joel Scott Hill (gitarr, sång), Gib Guilbeau (fiol, gitarr, sång), Sneaky Pete Kleinow (pedal steel, sång), Gene Parsons (trummor, sång) samt Chris Ethridge (bas). Det är denna sättning som medverkar på albumet. Som frontfigur med merparten av sången framträdde Joel Scott Hill, som tidigare varit medlem i bland annat Jerome och därefter bland annat utgivit albumet L.A. Getaway med Chris Ethridge (bas) och John Barbata (trummor). Mest känd är dock Hill som ersättare för Alan Wilson i  Canned Heat.

## Låtar på albumet
1. Cannonball Rag (Public domain)  1:45
2. Building Fires (Penn/Christopher)  4:16
3. Wheels (Hillman/Parsons)  2:50
4. Diggy Liggy Li  (Miller)  2:23
5. Close Up the Honky Tonks  (Simpson)  2:39
6. Sin City  (Hillman/Parsons)  2:30
7. Take a Whiff on Me (Ledbetter/Lomax)  3:26
8. Faded Love (Bob Wills)  3:26
9. Easy to Get on  (Brown/Hill)  2:27
10. Bon Soir Blues (Gib Guilbeau)  3:53
11. She Thinks I Still Care (D. Lee)  3:59
12. Dim Lights, Thick Smoke (Maphis/Fidler/Lee)  2:12
13. Devil In Disguise  (Hillman/Parsons)  4:08
14. Hot Burrito #3  (Hill/Guilbeau/Parsons/Kleinow/Ethridge)  3:24
15. White Line Fever (Merle Haggard)  3:16
16. Why Baby Why (G. Jones)  2:22
17. Chuck Berry Medley: Let it Rock/Roll over Beethoven (Berry)  4:26